# ألان كيامبادي
ألان كيامبادي (بالإنجليزية: Allan Kyambadde)‏ (15 يناير 1996 بأوغندا - ) هو لاعب كرة قدم أوغندي في مركز الوسط. لعب مع نادي إكسبريس.

## وصلات خارجية
- ألان كيامبادي على موقع قاعدة بيانات كرة القدم.إي يو (الإنجليزية)
- ألان كيامبادي على موقع ناشيونال فوتبول تيمز (الإنجليزية)
- ألان كيامبادي على موقع Soccerway.com (الإنجليزية)